# Stibadium (bướm đêm)
Stibadium là một chi bướm đêm thuộc họ Noctuidae, hiện tại nó được coi là đồng nghĩa của Plagiomimicus.

## Fromer Species
- Stibadium astigmatosum Dyar, 1921
- Stibadium aureolum H. Edwards, 1882
- Stibadium caesium Blanchard & Knudson, 1984
- Stibadium curiosum Neumoegen, 1884
- Stibadium dimidiata Grote, 1877
- Stibadium hilli (Barnes & Benjamin, 1923)
- Stibadium manti Barnes, 1904
- Stibadium mavina Barnes & McDunnough, 1910
- Stibadium navium (Harvey, 1875)
- Stibadium ochoa Barnes, 1904
- Stibadium olvello Barnes, 1907
- Stibadium spumosum Grote, 1874
- Stibadium unicum is now Cuahtemoca unicum (Barnes & Benjamin, 1926)